# Кемп (Оклахома)
Кемп (енгл. Kemp) град је у америчкој савезној држави Оклахома.

## Демографија
По попису из 2010. године број становника је 133, што је 11 (-7,6%) становника мање него 2000. године.
| Група             | 2000.       | 2010.       |
| Белци             | 106 (73,6%) | 106 (79,7%) |
| Афроамериканци    | 1 (0,7%)    | 0 (0,0%)    |
| Азијати           | 0 (0,0%)    | 0 (0,0%)    |
| Хиспаноамериканци | 5 (3,5%)    | 0 (0,0%)    |
| Укупно            | 144         | 133         |